# Vârful Humphreys
Vârful Humphreys este un vârf muntos, cel mai înalt punct topografic al statului american Arizona. Se găsește în comitatul Coconino, la circa 17,7 km nord de orașul Flagstaff.
Este o parte a lanțului montan numit San Francisco Peaks, care reprezintă astăzi ceea ce a rămas dintr-un stratovulcan, care ar fi explodat cu circa 1,5 - 1,8 milioane de ani în urmă. După explozia stratovulcanului inițial, activitatea vulcanică a scăzut dramatic, pentru ca, în final, vulcanul să devină extinct.

## Descriere
Humphreys este cel mai înalt dintre grupul (sau câmpul vulcanic) de vulcani vechi, toți stinși, cunoscuți sub numele colectiv de Vârfurile San Francisco. Vârful propriu-zis poate fi atins prin ascensiunea traseului cunoscut sub numele de Humphreys Trail în lungime de 7,2 km, care începe în stațiunea montană Arizona Snowbowl, la capătul cel mai înalt al pârtiilor de schi. Muntele se găsește în Pădurea Națională Coconino. Ultima porțiune a traseului de urcare, de aproximativ 2,1 km, traversează singura zonă de tundră din Arizona, care se găsește la o altitudine de mai mult de 3.200 m.

## Alegerea numelui
Vârful Humphreys a fost denumit în 1870 după generalul Andrew A. Humphreys, ofițer al Armatei Statelor Unite, dar și un general al Armatei Uniunii din timpul Războiului Civil American. Acesta a devenit, ulterior, lider al părții tehnice a armatei, șef de ingineri al Corpului ingineresc al armatei Statelor Unite. 
Oricum, o hartă din 1903 a agenției federale, en  General Land Office indică numele de „Vârful San Francisco” pentru respectivul pisc montan. Aparent, denumirea a fost împrumutată de la muntele San Francisco, pe care se găsește acest vârf montan. Comisia ce reglementează denumirile geografice în Statele Unite, en  United States Board on Geographic Names, a aprobat varianta numelui în 1911. În 1933 s-a revenit la numele inițial, „Vârful Humphreys”, iar confuzia a fost înlăturată.
Acest vârf arizonian nu trebuie confundat cu Muntele Humphreys, un vârf montan de înălțime mai mare, care se găsește în munții Sierra Nevada din Statele Unite. 